# Edwards (ciruela)
Edwards es una variedad cultivar de ciruelo (Prunus domestica), de las denominadas ciruelas europeas.
Una variedad de ciruela obtenida de plántula casual por Lawrence C. Edwards alrededor de 1930 en su propio jardín de Oakland (California).
Las frutas de tamaño muy grande de forma redondeada, ligeramente asimétrica, tienen piel color  púrpura a azulado con algunas lenticelas de color marrón amarillento, y pulpa de color amarillo verdoso es de textura firme y muy jugosa, aunque el sabor no es nada excepcional.

## Historia
'Edwards' variedad de ciruela europea que fue obtenida de plántula causal por Lawrence C. Edwards alrededor de 1930 en su propio jardín de Oakland (California).
'Edwards' está cultivada en diversos bancos de germoplasma de cultivos vivos, tales como en National Fruit Collection (Colección Nacional de Fruta) de Reino Unido con el número de accesión: 1960-063 y Nombre Accesión : Edwards.

## Características
'Edwards' árbol de porte erguido, abierto y de gran vigor, es productivo y saludable. No es autofértil y deberá combinarse con un polinizador. Entre los socios compatibles se encuentran 'Opal' y 'Victoria'. Flor blanca, que tiene un tiempo de floración que comienza a partir del 13 de abril con el 10% de floración, para el 18 de abril tiene una floración completa (80%), y para el 7 de mayo tiene un 90% de caída de pétalos.
'Edwards' tiene una talla de tamaño muy grande de forma redondeada, ligeramente asimétrica, con peso promedio de 82.60 g;epidermis tiene una piel color púrpura azulado con algunas lenticelas de color marrón amarillento en la cáscara, recubierta de abundante pruina, fina, azulada; sutura con línea poco visible, de color algo más oscuro que el fruto. Situada en una depresión muy suave, algo más acentuada junto a cavidad peduncular; pedúnculo de longitud mediano, fuerte, con una longitud promedio de 11.06 mm; pulpa de color amarillo verdoso es de textura firme y muy jugosa, aunque el sabor no es nada excepcional.
Hueso no adherente, grande, alargado, asimétrico, con el surco dorsal muy ancho y profundo, los laterales más superficiales, zona ventral poco sobresaliente, superficie rugosa.
Su tiempo de recogida de cosecha se inicia en su maduración de inicios a mediados de septiembre. La producción se produce con regularidad.

## Usos
Se usa comúnmente como postre fresco de mesa buena ciruela de postre de fines de verano.
También se usa como opción para preparados culinarios.